# 셰릴 스우프스
셰릴 데니즈 스우프스(영어: Sheryl Denise Swoopes, 1971년 3월 25일~)는 미국의 농구인으로 현역 시절 포지션은 슈팅 가드와 스몰 포워드였다. 전미 여자 농구 협회(WNBA)에서 뛴 최초의 선수 중 한 명으로 WNBA MVP에 3회 선정되었다. 미국 여자 대표팀의 일원으로 올림픽에서 금메달 3개(1996, 2000, 2004)를 획득했다.